# Фристад
Фристад (на шведски: Fristad) е град в югозападната част на Швеция, лен Вестра Йоталанд, община Бурос. Намира се на около 380 km на югозапад от столицата Стокхолм, на около 80 km на североизток от центъра на лена Гьотеборг и на 14 km на север от общинския център Бурос. Има жп гара. Населението на града е 5502 жители, по приблизителна оценка от декември 2017 г.